# North Bradley
North Bradley – wieś w Anglii, w hrabstwie Wiltshire. Leży 38 km na północny zachód od miasta Salisbury i 146 km na zachód od Londynu.